# Американо-венгерские отношения
Американо-венгерские отношения — двусторонние дипломатические отношения между США и Венгрией.

## История
В 1921 году Соединённые Штаты установили дипломатические отношения с Венгрией после окончания Первой мировой войны. Во время Второй мировой войны Венгрия разорвала отношения с Соединёнными Штатами и объявили им войну в 1941 году. В 1945 году отношения были возобновлены. После окончания войны Венгрия стала сателлитом Советского Союза. В 1980-е годы Венгрия начала отдаляться от СССР, а Соединённые Штаты предложили помощь в разработке новой конституции, установлении демократической политической системы и введению плана по созданию свободной рыночной экономики. В 1999 году Венгрия присоединилась к Организации Североатлантического договора (НАТО), а к Европейскому союзу в 2004 году. Венгрия принимала участие во многих коалиционных операциях НАТО, направляя войска в Афганистан и на Балканы.

## Дипломатические представительства
- США имеют посольство в Будапеште[1]. Временный поверенный в делах США в Венгрии — Марк Диллард.
- Венгрия имеет посольство в Вашингтоне[2], а также генеральные консульства в Лос-Анджелесе[3] и Нью-Йорке[4]. Чрезвычайный и полномочный посол Венгрии в США — Сабольч Такач.

## Торговля
В 1989 году Венгрия после падения коммунистического режима перешла от планируемой экономики к рыночной и в настоящее время является членом Европейского союза. Соединённые Штаты являются одними из главных иностранных инвесторов в экономику Венгрии. Стратегическое положение Венгрии в Европе, доступ к рынкам ЕС, высококвалифицированная и образованная рабочая сила, наличие надёжной инфраструктуры — привели к тому, что многие американские компании разместили свои представительства в этой стране.